# Спейкерман, Бертине
Бертине Спейкерман, Бертин Спейкерман (нидерл. Bertine Spijkerman, род. 31 мая 1982, Снек, Фрисландия) — бывшая голландская велогонщица.

## Образование и карьера
Бертине Спейкерман с ранних лет выступала в юниорских соревнованиях и уже в 2000 году завоевала бронзовую медаль на юниорском чемпионате мира в индивидуальной гонке с раздельным стартом. В 2001 году Спейкерман стала серебряным призёром чемпионата Нидерландов по шоссейному велоспорту в групповой гонке.
С 2003 по 2008 годы она обучалась на физиотерапевта в Университете прикладных наук Ханзе.
В 2000-х годах Спейкерман выступала за ряд профессиональных велокоманд и добилась нескольких значимых успехов. Так, она дважды побеждала на этапах многодневной гонки Джиро д’Италия Донне: выиграла 4-й этап в 2002 году и пролог в 2003 году. В 2004 году она завоевала серебряную медаль на молодёжном чемпионате Европы (U23) по шоссейному велоспорту. Ещё одним крупным достижением стала победа на однодневной велогонке Ронде ван Гелдерланд в 2006 году. Кроме того, у Спейкерман есть победы на этапах турниров Трофи д’Ор (2005) и ряда национальных гонок в Нидерландах.
Спейкерман завершила спортивную карьеру весной 2009 года — её последний старт за DSB Bank состоялся 29 мая 2009 года.
С 2010 по 2014 годы Спейкерман обучалась в бакалавриате Утрехтского университета прикладных наук по специальности «Социальная работа». В 2016 году прошла базовый тренинг по педагогической работе в Centrum Tea Adema. С ноября 2021 по июнь 2023 года получила навыки холистического массажа.
После окончания карьеры Спейкерман посвятила себя социальной деятельности. С февраля 2009 по март 2010 года она работала сотрудником по связям с клиентами в нидерландском отделении компании Miele.
С марта 2010 года по 2011 год Бертине Спейкерман работала супервайзером резиденции для пациентов с тяжёлыми психическими расстройствами. С 2011 по 2012 была супервайзором интерната для пожилых пациентов с тяжёлыми и множественными формами инвалидности. С 2012 по 2014 годы — куратор интерната для детей с умеренной и тяжёлой умственной отсталостью. С августа 2014 года по февраль 2015 Спейкерман работала супервайзором в четырёх жилых группах и центре дневной активности Valkenier в Маарсене для пациентов с лёгкими и тяжёлыми психическими расстройствами, нуждающимися в поддержке (психиатрические проблемы) и уходе (пожилые люди с деменцией). С марта 2014 по май 2019 года Спейкерман — социальный работник в школе Boeg, где занимаются дети с проблемами привязанности, аутизмом, посттравматическим стрессовым расстройством или дети, которым нужна помощь из-за сложной ситуации в семье.
С июня 2019 по декабрь 2021 года она работала супервайзором в Фонде помощи Филадельфии, оказывающем помощь людям с ментальными нарушениями. С февраля 2022 по июль 2022 года — координирующий руководитель Фонда. С декабря 2022 по май 2024 — супервайзор и координируюющий супервайзор Фонда.
С мая 2024 года она работает в качестве руководителя по организации досуга и личного сопровождающего в компании De Passie. В этой должности она помогает людям с особыми потребностями, сочетая опыт спорта и социальной работы.

## Достижения
1999
2-я на чемпионате Нидерландов среди юниоров — групповая гонка
7-я на чемпионате Нидерландов среди юниоров — индивидуальная гонка
3-я на 1-м этапе Стер Зеувс Эйанден
2000
3-я на чемпионате Нидерландов среди юниоров — групповая гонка
2-я на чемпионате Нидерландов среди юниоров — индивидуальная гонка
3-я на чемпионате мира среди юниоров — индивидуальная гонка
GP Boekel
2-я на 1-м этапе
3-я в генеральной классификации
2001
7-я на ZLM Omloop der Kempen Ladies
Стер Зеувс Эйанден
8-я на 2-м этапе
6-я в спринтерской классификации
10-я в очковой классификации
2-я на чемпионате Нидерландов — групповая гонка
7-я на чемпионате Нидерландов — индивидуальная гонка
6-я в юниорской классификации Тура Тюрингии
Холланд Ледис Тур
8-я на 7-м этапе
3-я в молодёжной классификации
2002
9-я на Гран-при Доттиньи
7-я на Новилон Ронде ван Дренте
9-я на Амстел Голд Рейс
5-я на 1-м этапе Грация Орлова
4-я на ZLM Omloop der Kempen Ladies
Стер Зеувс Эйанден
4-я на 1-м этапе
3-я на 2-м этапе
6-я на 4-м этапе
3-я в очковой классификации
6-я в генеральной классификации
5-я на чемпионате Нидерландов — групповая гонка
6-я на чемпионате Нидерландов — индивидуальная гонка
Джиро Донне
4-й этап
10-я на 9-м этапе
5-я на DAB Classic Race
Тур Бохума
2003
Новилон Ронде ван Дренте
3-я на 1-м этапе
4-я на 2-м этапе
ZLM Omloop der Kempen Ladies
Тур де л’Од феминин
10-я на прологе
2-я на 8-м этапе
7-я на 4-м этапе Стер Зеувс Эйанден
Джиро Донне
пролог
2-я на 5-м этапе
10-я на 8-м этапе
2-я на 9-м этапе
3-я в очковой классификации
Тур Тюрингии
8-я на 1-м этапе
2-я на 5-м этапе
Холланд Ледис Тур
5-я на 1-м этапе
10-я на 2-м этапе
5-я на 3-м этапе
10-я на 7-м этапе
10-я в очковой классификации
9-я в молодёжной классификации
3-я на Чемпионате Нидерландов по трековому велоспорту — индивидуальная гонка 500м
2-я на Чемпионате Нидерландов по трековому велоспорту — кейрин
3-я на Чемпионате Нидерландов по трековому велоспорту — спринт
2004
Новилон Ронде ван Дренте
7-я на 1-м этапе
3-й этап
5-я на Омлоп дор Миддаг-Хюмстерланд
2-я на Чемпионате Европы среди гонщиков до 23 лет — групповая гонка
8-я на 2-м этапе Холланд Ледис Тур
2005
9-я на Ронде ван Гелдерланд
5-я на Гран-при Доттиньи
6-я на Омлоп ван Борселе
4-я на Чейтрампет
1-й этап Стер Зеувс Эйанден
8-я на чемпионате Нидерландов — индивидуальная гонка
5-й этап Трофи д’Ор
Холланд Ледис Тур
10-я на 1-м этапе
7-я на 2-м этапе
10-я на 5-м этапе
6-я в спринтерской классификации
2006
Ронде ван Гелдерланд
3-я на Омлоп ван Борселе
спринтерская классификация Стер Зеувс Эйанден
Тур Бретани
8-я на 1-м этапе
3-я на 2-м этапе
9-я на 3-м этапе
5-й этап
Холланд Ледис Тур
7-я на 1-м этапе
4-я на 4-м этапе
спринтерская классификация
7-я на Nürnberger Altstadt
2007
7-я в горной классификации Тура Бретани

### Статистика выступления наГранд-турах
| Гонка / Год          | 2002 | 2003 | 2004 |
| -------------------- | ---- | ---- | ---- |
| Тур де л'Од феминин  | —    | 78   | 74   |
| Джиро д’Италия Донне | 64   | 88   | —    |